# Ancillariidae

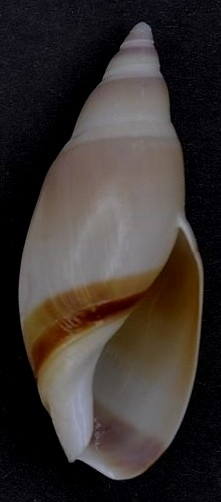
Concha, exposta no Museu de História Natural de Leiden, de Ancillista cingulata (G. B. Sowerby I, 1830); espécime coletado na península do Cabo York, em Queensland, no norte da Austrália.

Ancillariidae (nomeados, em inglês, ancilla -sing.; colocados, no século XX, entre os Olividae, como subfamília Ancillinae) é uma família de moluscos gastrópodes marinhos predadores, classificada por William John Swainson, em 1840, e pertencente à subclasse Caenogastropoda, na ordem Neogastropoda. Sua distribuição geográfica abrange principalmente os oceanos tropicais da Terra.

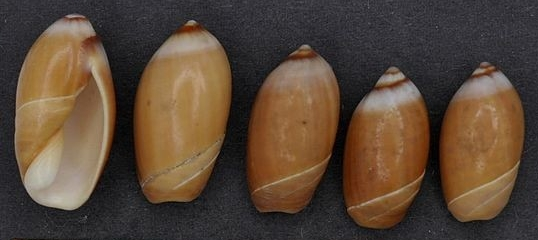
Espécimes, expostos no Museu de História Natural de Leiden, de Ancilla cinnamomea Lamarck, 1801;[10] encontrada no Golfo Pérsico.

## Descrição
Compreende caramujos ou búzios de conchas cilíndrico-ovoides, mais ou menos fusiformes, pequenas ou atingindo tamanhos de pouco mais de 5 centímetros de comprimento, geralmente muito lisas e brilhantes; com espiral moderadamente alta, em muitos casos, coberta por um esmalte, em sua maioria menor do que a volta corporal; sem perióstraco; com lábio externo pouco engrossado.

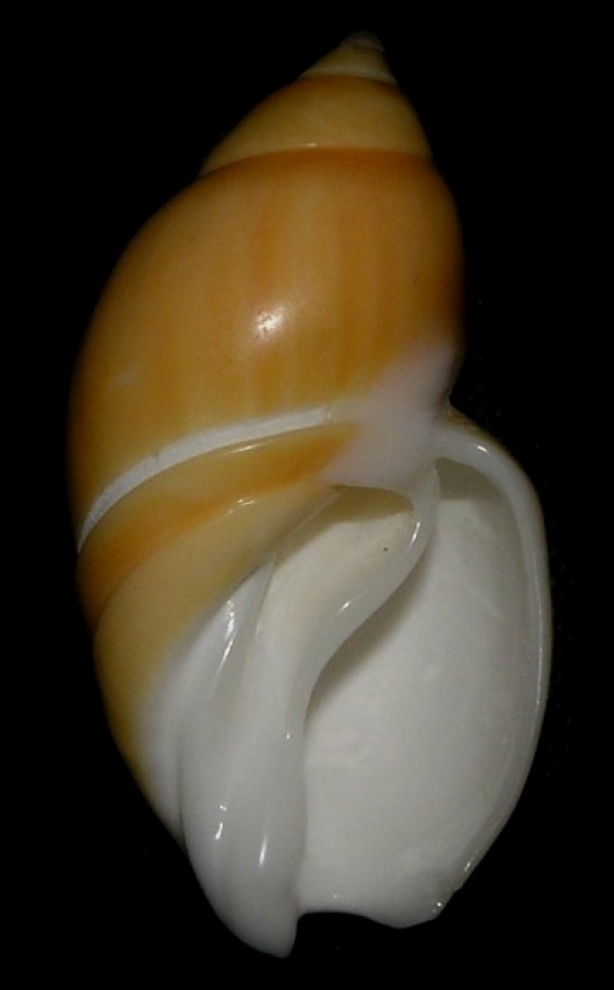
Vista inferior da concha de Eburna lienardii. Espécime de Icapuí, Ceará, Brasil.

## Habitat
Os animais da família Ancillariidae habitam mares e oceanos de pouca profundidade, muitas vezes em praias, alimentando-se de invertebrados e passando o dia enterrados na areia.

## Taxonomia
A separação entre os Ancillariidae e os Olividae, após o século XX, foi efetuada a partir de um estudo de sequenciamento de DNA, feito em 2017, para testar a filogenética molecular da superfamília Olivoidea: "Returning to the roots: morphology, molecular phylogeny and classification of the Olivoidea (Gastropoda: Neogastropoda)", publicado no Zoological Journal of the Linnean Society, Volume 180(3); páginas 493-541.

## Classificação deAncillariidae: gêneros viventes
De acordo com o World Register of Marine Species, suprimidos os sinônimos e gêneros extintos.

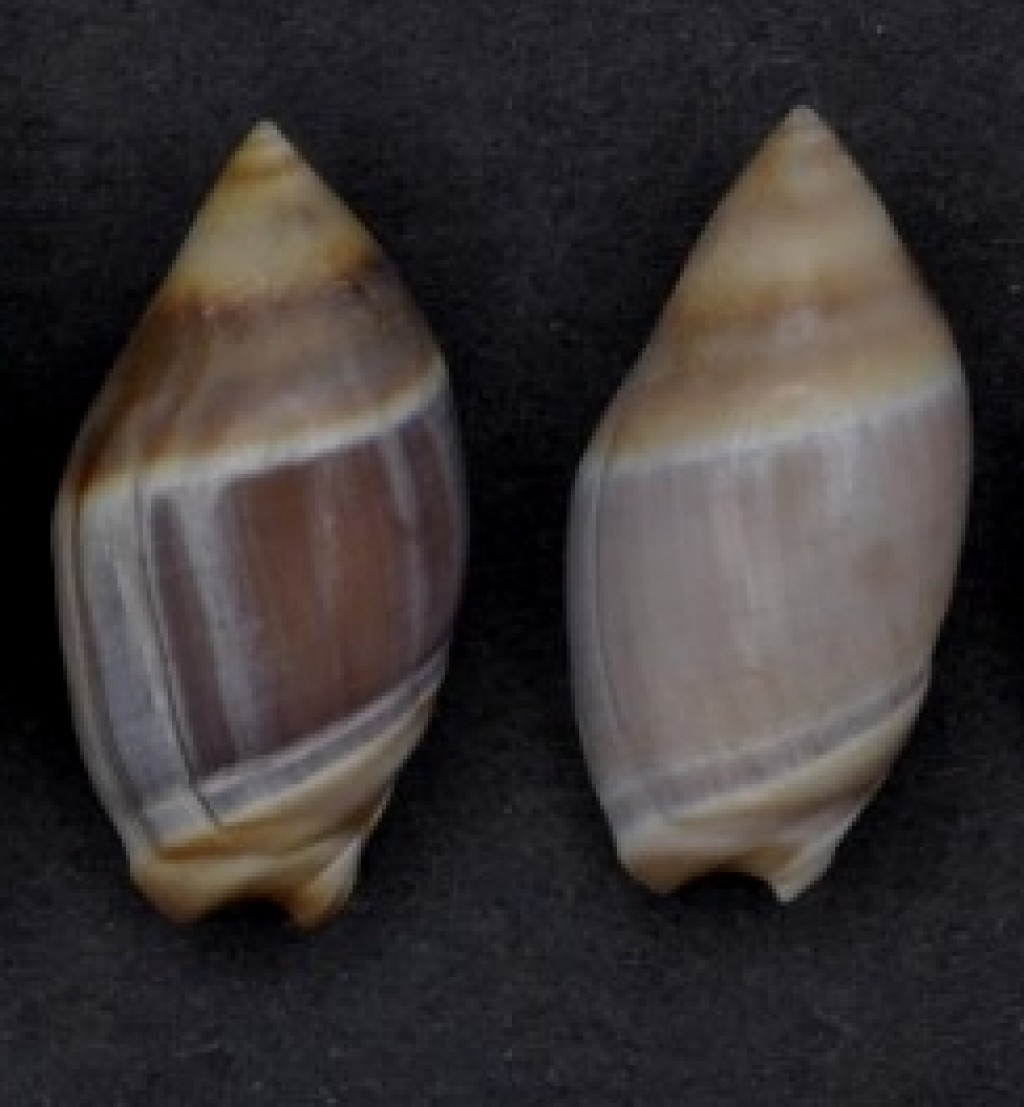
Mais duas conchas, expostas no Museu de História Natural de Leiden, de Amalda australis (G.B. Sowerby I, 1830), coletadas na Nova Zelândia.

Alocospira Cossmann, 1899
Amalda H. Adams & A. Adams, 1853
Ancilla Lamarck, 1799
Ancillina Bellardi, 1882
Ancillista Iredale, 1936
Anolacia Gray, 1857
Eburna Lamarck, 1801
Entomoliva Bouchet & Kilburn, 1991
Exiquaspira Ninomiya, 1988
Micrancilla Maxwell, 1992
Turrancilla Martens, 1904
- Mais duas conchas, expostas no Museu de História Natural de Leiden, de Amalda australis (G.B. Sowerby I, 1830),[2] coletadas na Nova Zelândia.